# Тварогі-Тромбниця
Тварогі-Тромбниця (пол. Twarogi-Trąbnica) — село в Польщі, у гміні Перлеєво Сім'ятицького повіту Підляського воєводства.
Населення — 55 осіб (2011).
У 1975-1998 роках село належало до Ломжинського воєводства.

## Демографія
Демографічна структура станом на 31 березня 2011 року:
|          | Загалом | Допрацездатний вік | Працездатний вік | Постпрацездатний вік |
| -------- | ------- | ------------------ | ---------------- | -------------------- |
| Чоловіки | 28      | 9                  | 13               | 6                    |
| Жінки    | 27      | 6                  | 10               | 11                   |
| Разом    | 55      | 15                 | 23               | 17                   |